# Megan Park
Megan Marie Park (ur. 24 lipca 1986 w Lindsay, Ontario) – kanadyjska aktorka i piosenkarka.
Ma na swoim koncie udziały w takich serialach jak Oczy Angeli, Derek kontra rodzinka, Tajemnica Amy, Mroczna przepowiednia i innych. Występowała w zespole muzycznym Frank and Derol, którego była założycielką.